# 大角蟾
大角蟾（学名：Xenophrys major）也称白颌大角蟾、白颌异角蟾，一种分布于印度东部、缅甸、泰国、老挝及中国南方等地区的两栖动物，隶属于角蟾科异角蟾属。模式产地为印度大吉岭。其种加词“major”意为“大的”。

## 形态特征
大角蟾雄蟾体长66毫米左右，雌蟾体长80～83毫米。身体皮肤光滑，身体背部一般呈棕色、灰棕色或红棕色，具有深褐色“X”或“Y”形斑，两眼间有一个黑棕色三角斑；头侧从吻端至肩基部为深褐色；上唇缘由鼻孔至口角有一条白色线纹，多数个体该线纹在眼下方终断；后肢有褐色横纹。腹部和股部腹面多为浅棕色。

## 保护
本种于2023年被收录入《有重要生态、科学、社会价值的陆生野生动物名录》。